# A velencei kalmár
A velencei kalmár (eredeti cím angolul:  The Merchant of Venice) című ötfelvonásos (eredetileg vígjátéknak szánt, de ma már tragédiaként játszott) színművét 1596-98 között írta William Shakespeare, melyet 1600-ban nyomtattak ki először. A műben keverednek a bohózat-jellegű és a komolyabb hangvételű részek, mely utóbbiak közül kerülnek ki A velencei kalmár legszebb szakaszai. A darab középpontjában a keresztény velencei kalmár, Antonio és a zsidó uzsorás, Shylock közötti konfliktus áll, melynek mozgatórugója az ellentétes piaci érdekeik, valamint a vallás- és kultúrabeli különbségek, tehát a „Másik”-kal való találkozás élménye.

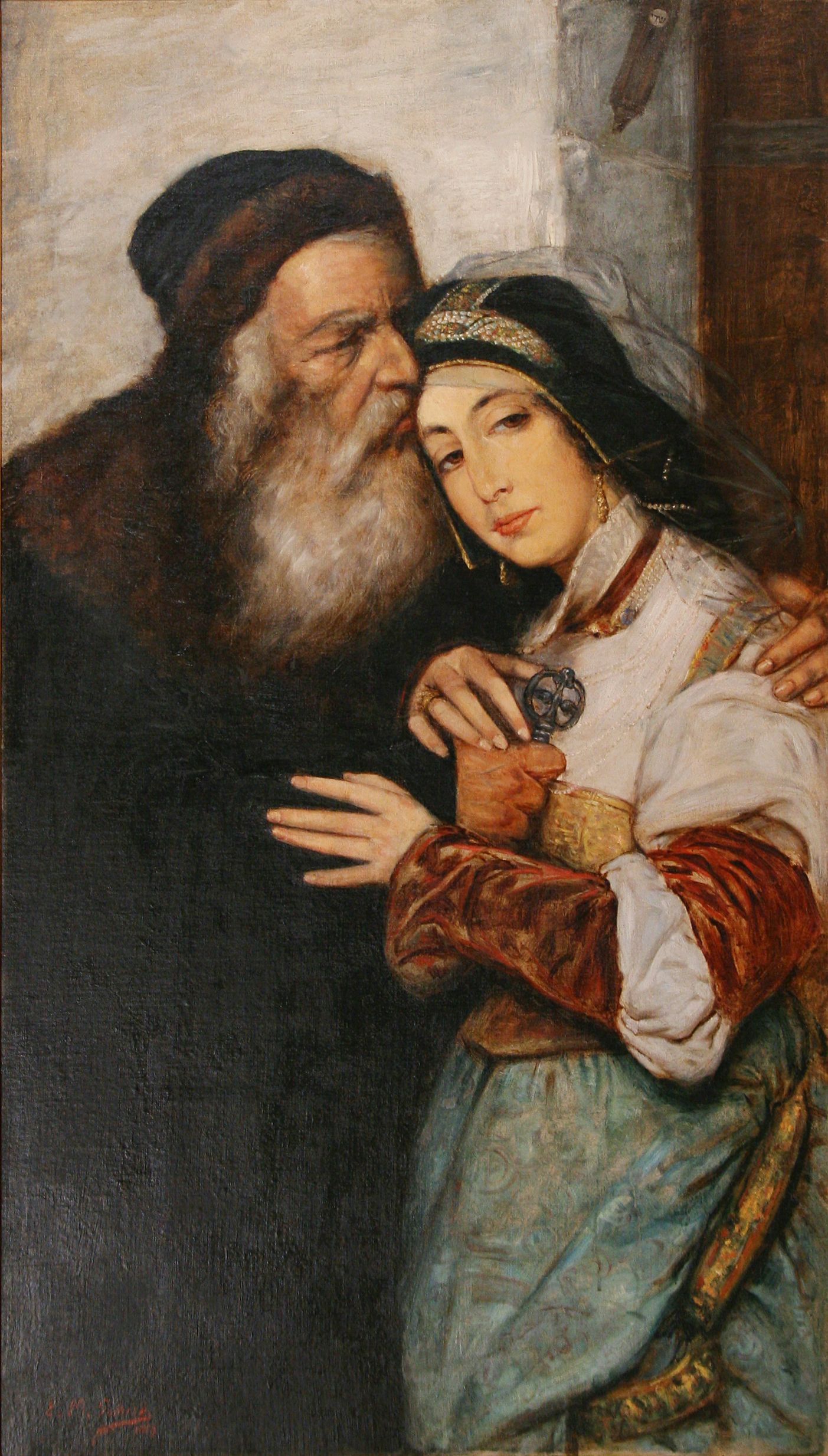
Shylock és Jessica (Maurycy Gottlieb festménye)

## Keletkezés
A velencei kalmárt először 1598. július 22-én jegyezte be James Roberts a The Stationers’ Register-be, majd másodszor 1600. október 28-án Thomas Heyes, Roberts engedélyével. Roberts ugyanebben az évben ki is nyomtatta az első kvartó kiadásban (Q1). A második kvartót (Q2) igazából 1619-ben nyomtatták, habár 1600-ra datálták. Az Q1-ből eredeztethető az 1623-as első Fólió (F1), ami valószínűleg egy színházi szöveg lehetett elkülönített felvonásokkal és hangeffektre vonatkozó utasításokkal. Francis Meres, Shakespeare korai munkáinak gyűjtője már említette a darabot, így azt játszhatták 1598. szeptember 7-e előtt. A darabban előfordul több olyan név is, ami utalás is lehet valódi személyekre és segíthet megállapítani a keletkezés idejét. „Gobbo” jelenthetné Robert Cecilt a púpost, bár mind az F1, F3 és Q1 az „Iobbe”, azaz Jób írásmódot használja.  Ahogy az sem biztos, hogy a „(véreb szellemed) Farkast vezénylett, mely emberhalálért / Felkötetett” (IV. felvonás, I. szín) idézet az 1594-ben kivégzett Roderigo Lopezre célozna, aki meg akarta mérgezni I. Erzsébetet. Antonio neve viszont lehetséges, hogy Antonio Pérez-től származik. A „dús Andriám” (I. felvonás, I. szín) említése lehet egy 1596-os eseménynek, mikor az I. Andrew elfogott egy spanyol hajót Cadiz-nál.

### Kapzsiság
A mára elveszett The Jew adhatta az alapját A velencei kalmár pénzéhségre fókuszáló cselekményére. Ezt leginkább Stephen Gosson 1578-as Schoole of Abuse című írásában található rövid említésből következtethető, ahol a The Jew által bemutatott kapzsi karaktereket említi.

### A hús-zálog
Ennek az elemnek messze nyúlnak a szálai; az indiai Mahábháratá-ban Usinara király ad a saját húsából, hogy megmentsen egy galambot egy sólyomtól. A Talmudban Mózesnek tulajdonítanak ilyen áldozatot, mely során Mózes megfedd egy sast egy bárány elkapásáért és a saját melléből ad húst. A római Tizenkét táblás törvényekben a hitelezők végső megoldásként feloszthatják az adós testét részekre fizetésképtelenség esetén. Később, a kora középkorban Johannes de Alta Sylva írt The King and the Seven Sages című történetet, melyben egy rabszolga követeli egy Lovag húsát sérelmeinek ellentételezése végett, de a hús elvételét a Lovag Hölgye megakadályozza. Pár Gesta Romanorum-kéziratban (13. század) a hús-zálog egy romantikus történetbe ágyazódva jelenik meg, ahol a főszereplő egy bűbájnak köszönhetően lesz adós. Ebben a történetben jelen van több Shakespeare-féle cselekmény is: a hús-zálog, a hármas szerelempróba, a főszereplő mátkájának álcázása, az utóbbi okfejtése húsról és vérről és az ezután következő leleplezés. A hús zálog jelen van Boccaccio sólyom novellájában is a Decameronban.
Ez a történet nem része a Wynken de Worde-féle, 1510-1515 között nyomtatott Gesta Romanorumnak és Richard Robinson 1577-es gyűjteményének sem. Az első angol nyelven íródott említése a témának egy 13. századi költeményben, a Cursor Mundiban található. Később hasonló témák az olasz Il Pecorone-ban bukkantak fel, 14. századi gyűjteményben, amit csak 1558-ban publikálták olaszul, angolul nem is jelent meg Shakespeare idejében; ebben a műben a főgonosz egy zsidó ember. A „Shewing the crueltie of Gernutus the Jew”-ballada Shakespeare előtt jelent meg, és szintén zsidó kereskedők állnak a központjában. Jóllehet Shakespeare ismerhette a művet, de nem kölcsönözhetett sokat belőle. Fontos hivatkozás lehet viszont a főszereplő zsidó neve, Gernutus, mely még a The Jew-ra is visszamutathat. Ugyanis egy Gerontus nevű karakter felbukkant a The Three Ladies of London című darabban, ami a The Jew-ra adott válasz lehetett a rivális társulattól. Gerontus viszont egy erkölcsös kalmár, akivel a közönség szimpatizálhat a mindenkit kihasználó adósával, a Merchant-tal szemben. A The Three Ladies of London a pénzről és a világ, benne pedig leginkább London meghódításáról szól. Anthony Munday 1580-as Zelauto or The Fountaine of Fame című művét se lehet kihagyni a felsorolásból; itt a hitelező nem zsidó, hanem egy uzsorás, de a hasonlóságok alapján feltételezhető a hatása Shakespeare művére.

### A Jessica-Shylock-Lorenzo téma
A Lorenzo és Shylock lánya közötti szerelmi történet hasonlít Munday Rodolfo és Brisana-éra – Shylock és Truculento hasonlóképpen reagál lányuk elvesztésére. De sokkal inkább ihlette a szálat Christopher Marlowe A máltai zsidó c. műve és  Masuccio Salernitano egy Il Novellino-ban található alkotása. Marlowe Barabása ugyanakkor sokkal erőszakosabb, mint Shylock és bármit megtenne a célért; valamint Shylock megítélése is változott, főként  a poszt-holokauszt irodalomban. Jessica szöktetésének témája Masuccio 14. meséjéből származik.

### A ládikók
A 9. századból eredhet a ládikók története (Barlaam), melyet lefordítottak latinra a 13. században és egy királyról szólt, aki meg akarta leckéztetni a szegényeket lenéző udvaroncait és készíttetett négy ládikót, majd nemesei választhattak közülük; mikor rámutattak a legdíszesebbekre, a király megszólta őket felszínességükért. Ez a történet megjelent Vincent de Beauvais Speculum Historiale-jában (1290), Boccaccio Decameron-jában (Tizedik nap, Első történet), a Gesta Romanorum-ban és John Gower Confessio Amantis-ában.
Boccaccio verziója a nagylelkűségről szól. Gower tolmácsolásában a történet arra derít fényt, hogy a jó vagy rossz szerencse irányítja az anyagi létet, és a legbölcsebb dolog Istenben bízni. Ezzel szemben a Barlaam és Shakespeare változatához inkább rokonítható a Gesta Romanorumban található történet, mely Wynken de Worde gyűjteményében jelent meg angolul és Richard Robinson „javította fel”. Shakespeare darabjában nem a szerencse irányít; csakúgy, mint a Gesta Romanorum esetében, a döntés karakter- és erkölcsalapú.

## Szereplők listája[12]
- Antonio, velencei kalmár
- Bassanio, Antonio barátja
- Shylock, gazdag zsidó és uzsorás
- Jessica, Shylock leánya
- Lorenzo, Jessica szerelmese

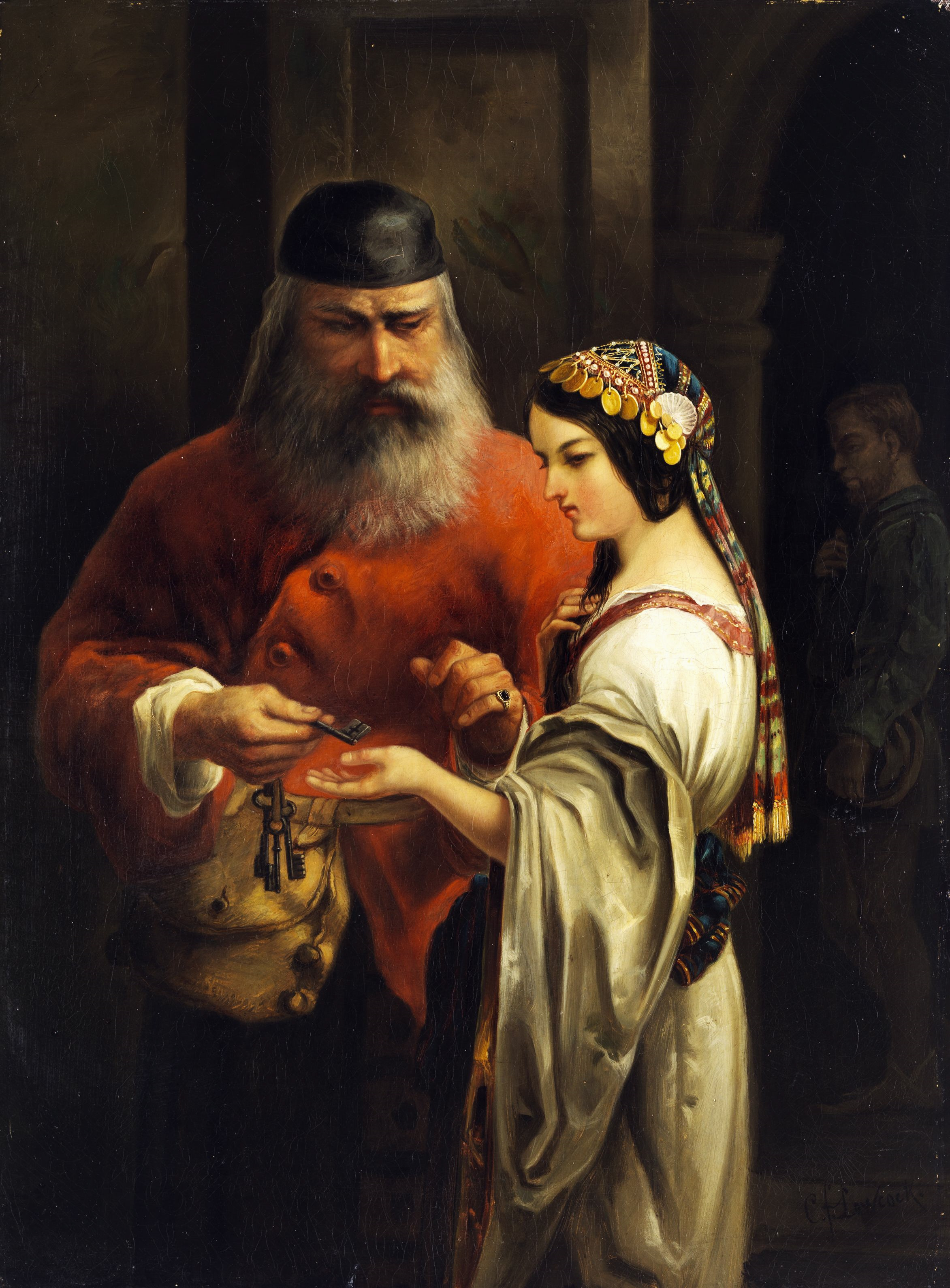
Shylock és Jessica portréja (Charles Frederick Lowcock alkotása)

- Portia, gazdag hölgy, Bassanio szerelmese, bíró álruhában
- Gratiano, Antonio és Bassanio barátja
- Salanio, Antonio és Bassanio barátja
- Salarino, Antonio és Bassanio barátja
- Nerissa, Portia komornája, Gratiano szerelmese, a bíró írnoka álruhában
- Tubal, zsidó, Shylock szolgája
- Lanzelo Gobbo, bohóc, Shylock majd Bassanio szolgája
- Öreg Gobbo, Lanzelo apja
- Salerio, hírnök
- Leonardo, Bassanio szolgája
- Balthasar és Stephano, Portia szolgái
- A velencei dózse
- Marokkó hercege, Portia kérője
- Aragonia hercege, Portia kérője

Velencei főurak, törvényszéki hivatalnokok, egy őr, Portia szolgái és más kísérők

## Cselekmény

### Első felvonás

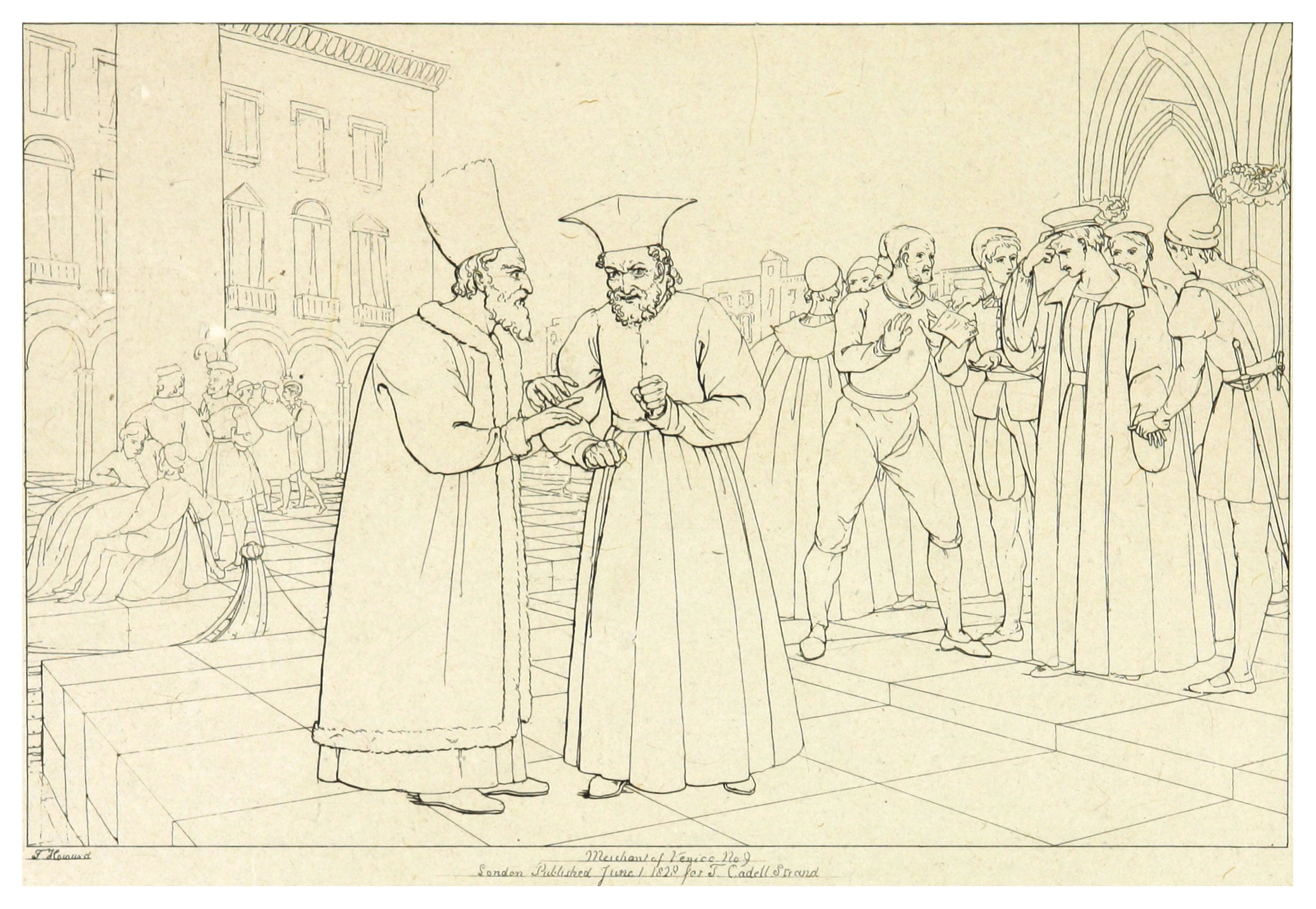
Antonio és Shylock

A színmű Velence utcáin kezdődik, és Antonio, a kalmár tűnik fel először, aki nagyon gondterhelt, mert aggódik a hajói és a hajókon lévő áruk sorsa miatt, amelyekre a szerencséjét és minden vagyonát bízta. Bassanio anyagi segítséget kér Antoniótól, hogy Belmontba mehessen megkérni Portia kezét. Mivel minden vagyona a tengeren van, Antonio nem tud készpénzt előteremteni, így Shylocktól szeretnének háromezer dukátot kérni három hónapra Antonio kezességével. Shylock felidézi az Antonio részéről őt ért sérelmeket és rágalmakat, kifejezi nem titkolt gyűlöletét Antonio és az összes keresztény iránt, és csak azzal a feltétellel hajlandó kölcsönt adni Antonióéknak, ha fizetésképtelenség esetén kivághat egy fontot Antonio húsából. Antonio, Bassanio kérlelése ellenére  elfogadja Shylock feltételeit. Antonio meghívja magához a zsidót. Időközben Belmontban Portia és komornája a férjválasztásról beszélgetnek. Atyja szándéka szerint a kérőknek három ládika (arany, ezüst és ólom) közül kell választani, és csak az lehet Portia férje, aki a helyes ládikót választja; azt, amelyik Portia képét tartalmazza. Portia azt reméli, a szóban forgó kérők közül senki nem dönt helyesen. Az egyetlen férfi, aki szóba jöhet számára mint férj, Bassanio.

### Második felvonás
Portiához újabb két kérő érkezik Belmontba: a marokkói és az aragóniai herceg. Portia örömére mindketten rossz ládikót választanak, így távozniuk kell Belmontból. Portia és Nerissa várják Bassanio érkezését. Shylock egyik szolgája, Lanzelo találkozik az utcán atyjával, az öreg Gobbóval, aki ajándékot hoz Shylocknak. Lanzelo arra biztatja apját, adja az ajándékot inkább Bassanio úrnak, mert a zsidó nem érdemli meg. Lanzelo Bassanio szolgálatába áll. Lorenzo, álarcban és jelmezben, megszökteti Jessicát Shylock házából barátai segítségével, miközben Shylock Antoniónál vacsorázik. Jessica fiúnak öltözve, örömmel hagyja el apja házát.

### Harmadik felvonás
Kiderül, hogy Antonio néhány hajója elsüllyedt, és elveszítette minden vagyonát. Miután Shylock megtudja, kik rabolták el a lányát és vele együtt rengeteg ékszert és kétezer dukátot, még hevesebben kívánja Antonio halálát, és egyetlen öröme Antonio fizetésképtelenné válása. Antonio könyörgése ellenére Shylock ragaszkodik a zálogához, vagyis mindenáron ki akar vágni egy font húst Antonio testéből. Bassanio megérkezik Belmontba Gratiano társaságában, majd hamarosan Lorenzo és Jessica is csatlakoznak hozzájuk. Bassanio kiválasztja a helyes ládikót (az ólomládikót), és ezzel elnyeri Portia kezét. Gratiano szerelmes lesz Nerissába, és azt tervezik, Portiáék esküvőjével egy időpontban házasodnak össze ők is.  Bassanio értesül az Antoniót ért szerencsétlenségről, és azonnal visszaindul Velencébe. Portia felajánlja, hogy bármekkora összeggel hajlandó kisegíteni Antoniót. Távozásuk után Portia titokban levelet ír Bellario jogtudósnak, majd Nerissával, férfiruhába öltözve, ők is Velencébe indulnak Antonio megsegítésére.

### Negyedik felvonás

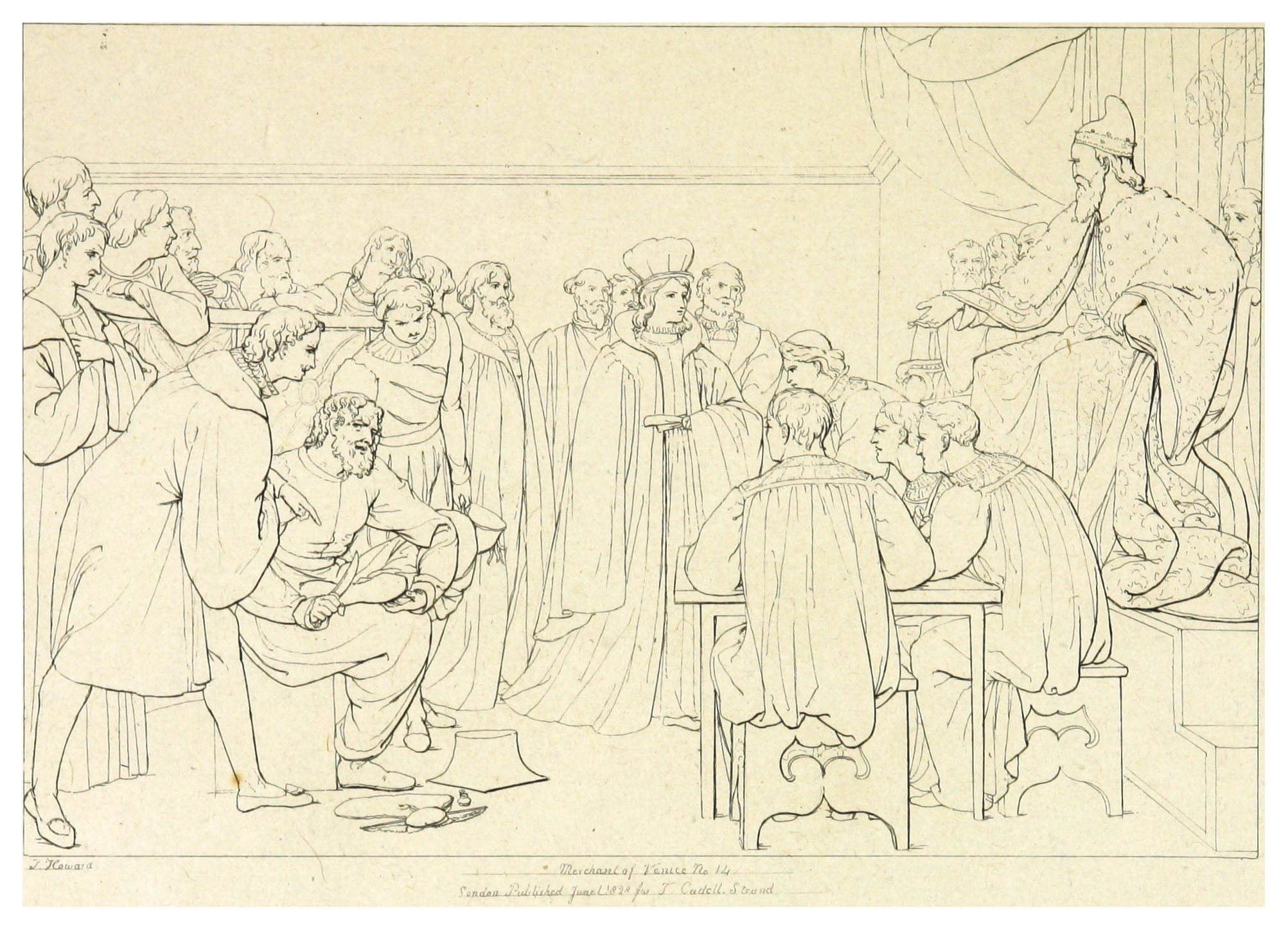
Tárgyalás-jelenet (Negyedik felvonás)

A dózse és Bassanio kérlelése ellenére, a velencei törvényteremben Shylock türelmetlenül várja a pillanatot, amikor kivághat egy font húst Antonióból, és nem hajlandó a kölcsönkért összeg hatszorosáért sem lemondani a zálogról. Megérkezik Portia és Nerissa, előbbi jogtudósnak, utóbbi a jogtudós írnokának öltözve. Portia bíróként eleinte jobb belátásra ösztönzi Shylockot, aki ezt ismét megtagadja, majd Portia látszólag elismeri a zsidó igazát, de neki is van egy kikötése. Megállapítja, hogy a zsidónak joga van az egy font húsra, de úgy kell kivágnia, hogy egy unciával se legyen se több, se kevesebb egy fontnál, és vérnek nem szabad folynia, mert a megállapodásban csak hús szerepel, vér nem. Shylock nem tud mit kezdeni ezzel a fogással, ezért visszavonja a zálogra való igényét, és még a tőkéjéről is lemond. Ezen kívül meglévő vagyonának fele Antonióra száll, másik fele pedig a közkincstáré lesz. Antonio csak a vagyon felének kezelésére tart igényt, viszont követeli Shylock keresztény hitre térését, valamint azt, hogy halála után minden vagyona Lorenzóra és Jessicára szálljon. Shylock lemond a zálogról és a pénzről is, és legyőzetve kivonul a teremből megalázva és megfosztva vagyonától. Portia és Nerissa csapdát állítanak leendő férjeiknek: bíróként és írnokként köszönetképpen csak Bassanio és Gratiano gyűrűjét hajlandóak elfogadni, amit ők maguk adtak nekik azzal a feltétellel, hogy soha nem adják oda senkinek. Bassanio és Gratiano nehéz szívvel, de átadják a gyűrűiket hálájuk jeléül.

### Ötödik felvonás
Portia és Nerissa visszatérnek Belmontba, és várják a pillanatot, amikor számon kérhetik uraikon a gyűrűket. Miután végighallgatták Bassanio és Gratiano kétségbeesett magyarázkodását, felfedik, hogy ők öltöztek be bírónak és írnoknak, így a gyűrű is náluk van. Antonio kifejezi háláját Portiának és Nerissának.

## Témák

### Antiszemitizmusés kereszténygyűlölet
A színmű legszembetűnőbb konfliktusa a keresztény és a zsidó világ közötti kölcsönös előítélet, lenézés és gyűlölet. A mű keresztény szereplőinek nézete, hogy kereszténynek lenni annyit tesz, mint embernek lenni, és mindenki, aki más vallási nézeteket vall (Shylock, Marokkó hercege), egyértelműen kikerül az ember definíciójából. A velenceiek folyamatosan kutyához hasonlítják Shylockot, de ez utóbbi hasonlóképpen állatnak minősíti a keresztény velenceieket szokásaik miatt. Az „Én” és az „Idegen” találkozása és az abból adódó ellentét minden felvonásban megjelenik, de nem csak Shylockot látjuk idegenként, hanem Shylock nézőpontján keresztül néhány jelentben a keresztény világ válik idegenné. Ebből a szempontból érdekes rész, amikor Shylock kijelenti, hogy mindezt az aljasságot és gyűlölködést a velenceiektől tanulta (III. 1). Ez a gondolat az „Én” – „Idegen” kontextusában életre hívja a mű posztkoloniális olvasatát is. Stefano Manferlotti rámutat, hogy annak ellenére, hogy Velence már Shakespeare korában is világvárosnak, számos különböző kultúra és vallás találkozóhelyének számított, a zsidó közösséget mégis külön, izolált csoportként kezelte saját társadalmán belül. Ez a jelenség a korabeli Angliában már korábban megjelent: I. Eduárd angol király 1290-ben kiűzte a zsidókat országából, ezáltal a Tudor-korabeli angol társadalom ritkán találkozhatott zsidókkal, de az előítéletek továbbra is a köztudat részét képezték. 1594. június 7-én kivégezték Roderigo Lopez portugál származású zsidót, a királynő orvosát, azzal a váddal, hogy részt vett egy, a királynő elleni összeesküvésben. Ez az eset újraélesztette az antiszemitizmust az angol társadalomban. Ehhez hozzájárult két korabeli mű is: Christopher Marlowe A máltai zsidó (The Jew of Malta, 1589) című darabja, és Thomas Nashe A szerencsétlen utazó (The Unfortunate Traveller, 1594) című regénye. Shakespeare-nél Shylock a kívülálló, a „Másik” megtestesítője, aki kénytelen egy olyan társadalomban dolgozni és létezni, amelynek szüksége van a gazdasági ügyleteire, de amely ugyanakkor igyekszik elnyomni őt minden lehetséges módon. Fontos az is, hogy míg Shylock azért utálja a keresztényeket, mert azok nem veszik a zsidókat emberszámba, addig a keresztény szereplők csak azért gyűlölik Shylockot, mert zsidó származású. Ezzel a témával kapcsolatban figyelembe kell venni azt is, hogy a holokauszt után a zsidóembert már nem lehet a darab legrosszabb szereplőjeként feltüntetni, annak ellenére, hogy nyilvánvalóan továbbra sem lehet a jó szereplők között említeni. A poszt-holokauszt olvasat szerint itt a keresztények a rosszabb szereplők, hiszen Antonio, amikor először találkozott Shylockkal, egész egyszerűen leköpte minden ok nélkül, puszta gyűlöletből. Éppen ezért A velencei kalmárt egyre kevésbé említik a komédiák között; helyette egyre inkább a probléma-drámák közé sorolják. Ma már ez a poszt-holokauszt olvasat a domináns.

### Kapzsiság vs. nagylelkűség
A színmű leglátványosabb kontrasztja Shylock kapzsisága, kegyetlensége és a keresztény szereplők nagylelkűsége. Míg Shylock képtelen kegyelemre, megbocsátásra gondolni és szeretetet érezni pénzközpontú, magányos világában, addig a többi szereplő megnyilvánulásából úgy tűnhet, Shylock-kal szemben is hajlandóak lennének valamilyen szintű nagylelkűségre, nem is beszélve barátaikról, szeretteikről. Úgy tűnik, a keresztény szereplők számára az emberi kapcsolatok értékesebbek, mint a pénz (Antonio Shylock-kal ellentétben kamatmentes kölcsönt ad az embereknek). Nem lehet azonban azt mondani, hogy Shylock-nak egyáltalán nem számítanak az emberi kapcsolatok: amikor megtudja, hogy a lánya magával vitt egy gyűrűt is, kiderül, hogy ez azért fáj neki nagyon, mert az a gyűrű a felesége emlékét őrzi (III. i.). Ugyanakkor a keresztényekről sem lehet elmondani, hogy csak a szeretet vezérli őket: Bassanio eleinte elsősorban azért keresi Portia kegyeit, mert el van adósodva, és pénzre van szüksége. Ami a kegyelmet illeti, ebben a darabban egyértelműen Shylock kapja a gazember szerepét, aki nem képes a kegyelemre, azonban a keresztény szereplők kegyessége sem olyan tiszta és jó szándékú, mint amilyennek Portia leírja a bírósági jelentben. Portia először is sarokba szorítja Shylockot, megfosztja vagyonától, méltóságától, és arra kényszeríti, könyörögjön kegyelemért. Antonio pedig azt követeli tőle, térjen át a keresztény hitre, amiből az következik, hogy többé nem uzsoráskodhat, elesik a bevételi forrásától. Tehát a keresztény szereplők kegyelme végeredményben ugyanúgy kegyetlenség a „Másik” szemszögéből nézve.

### Álcázás
A darabban három női szereplő folyamodik álcázáshoz: Jessica (hogy észrevétlenül meg tudjon szökni apja házából), Portia és Nerissa (hogy férfinek öltözve komolyan vegyék őket a bírói szerepben, és így meg tudják oldani Antonio és Shylock perét). Shua-hua Chung rámutat arra, hogy Jessica a szerelem kedvéért öltözik férfinak, hogy a keresztény világba menekülhessen, bár Lorenzót még mindig zavarja zsidó származása. A bírósági jelenetben Portia Balthasar jogtudós szerepébe bújik, akit Doktor Bellario küldött, és aki magas társadalmi osztályhoz tartozik. Chung szerint Portia csak Balthasarként képes jogi hatalmat gyakorolni, és csak így tudja megvédeni Antoniót. A Balthasar név is érdekes ebből a szempontból: a Bibliában Dániel próféta veszi fel ezt a nevet, amikor a babilóniai király udvarában a zsidókat védi.  Ebben a darabban természetesen ennek a fordítottját látjuk, hiszen az álca segítségével a zsidótól kell megvédeni a keresztény Antoniót. Itt tehát az álcázás célja a nemi szerepek áttörése: a nők csak férfi álruhában tudják felülmúlni a férfiak hatalmát (ez azért is fontos, mert mindhárom női szereplő valamilyen módon szenved a patriarchális hatalom által rájuk kényszerített szerepektől, kötelességektől).

## Előadások
A legelső színházi előadást feltehetőleg a Lordkamarás Emberei adták elő, tényleges korabeli adat azonban csak az 1605-ös február 10-i előadásra vezethető vissza, ahol szintén a Lordkamarás Emberei játszották el a darabot I. Jakab angol király számára. Az előadásnak nagy sikere lehetett, mivel Jakab elrendelte a darab két nappal későbbi újrajátszását.

### XVIII. századi előadások

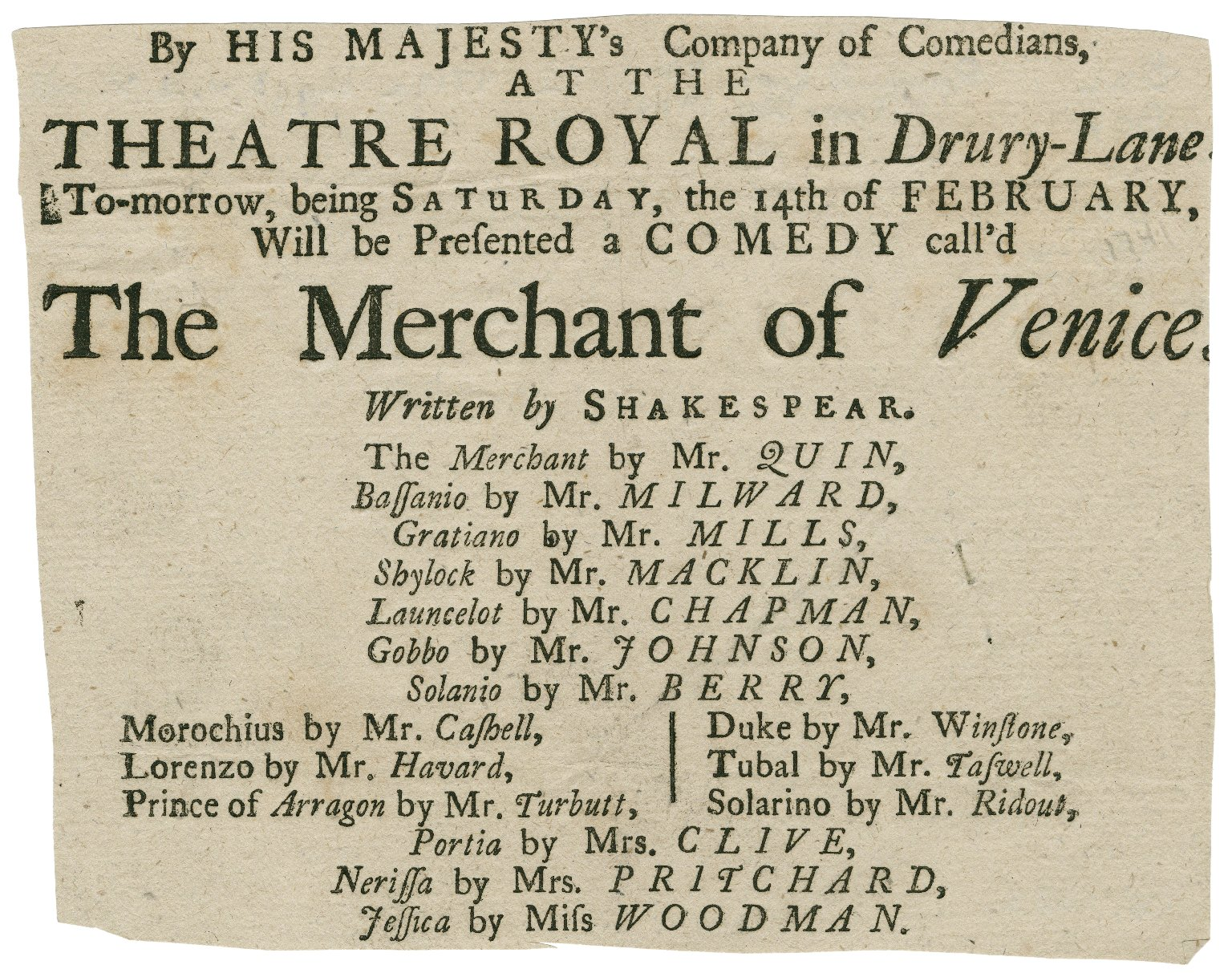
1741-beli előadás színlapja a Drury Lane Színházból

1701-ben George Granville The Jew of Venice néven írt adaptációt, ahol Thomas Doggett nagysikerű, komikus Shylock megformálása uralta a színházi szférát közel negyven évig. 1741-ben Charles Macklin szakított a Doggett-féle humoros Shylock képével, és a beszámolók alapján sikerült olyan félelmetes Shylockot alakítania a színpadon, hogy több néző ájultan esett össze a hátsó sorokban.

### XIX. század
A 19. század legjelentősebb Shylock alakítása Edmund Kean nevéhez köthető, aki 1814-ben a Drury Lane színpadán formálta meg a karaktert. Habár az ő Shylock előadása is ijesztő volt, de mindeközben nem felejtette el a nézőkkel, hogy valójában mi terelte Shylockot erre az útra. 50 évvel később Kean fia, Charles rendezte meg a darabot a Princess's Theatre számára. Maga a színészi játék nem hozott átütő sikert, ám a lenyűgöző díszlet és a kosztümök megtervezése teljesen elkápráztatta a nézőket.

### XX. századi előadások
A 20. században A velencei kalmár az egyik legsűrűbben játszott Shakespeare darab volt a színházakban. 1970-ben Laurence Olivier, Oscar-díjas angol színész játszotta el Shylockot a londoni Nemzeti Színházban. Az Olivier-féle Shylock kezdetben egy késő-viktoriánus kori szalonkabátban jelenik meg a színpadon, és csak később, a lánya árulása okozta stressz miatt veszi ki az imakendőt a fiókból és tekeri azt maga köré. 1989-ben Dustin Hoffman alakította Shylockot a Peter Hall által rendezett darabban a Phoenix Theatre színpadán, majd a következő évben ugyanezen rendezést a New York-i színház is átvette. 1999-ben Trevor Nunn a korábban megszokottaktól egy teljesen eltérő velencei kalmár díszletet hozott a londoni Nemzeti Színházba, az ő ábrázolásában Velence az 1930-as évek Berlinjére emlékeztetett.

## Magyar előadások

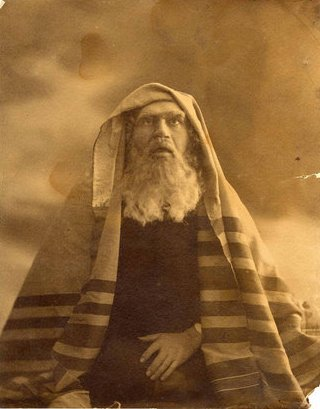
Bartos Gyula mint Shylock, a Nemzeti Színház színpadán 1923-ban

Az Országos Színháztörténeti Múzeum és Intézet digitális adattára szerint A velencei kalmár 1840 óta 2014-ig 30 különböző rendezést ért meg. A legelső magyar bemutatóra 1840. április 27-én a Pesti Magyar Színház színpadán, Lukács Lajos fordításában került sor. 25 évvel később a Pesti Nemzeti Színház is műsorra tűzte a darabot Szigligeti Ede rendezésével, illetve Tóth József fordításával. 1877-ben szintén a Nemzeti Színház ismét elkezdte játszani a darabot, ám ekkor már Ács Zsigmond fordítását vették alapul.  Az Ács-féle fordítást egészen  1923-ig használták, ekkor a Nemzeti Színház színészei A Velencei Kalmárt Csathó Kálmán rendezésével adták elő, aki Radó Antal fordítását használta a darab feldolgozása során. 1940-ben Radó szövegét ismét alapul vette Both Béla, aki ismételten a Nemzeti Színház számára rendezte az előadást.
A darabot az antiszemitizmus témája miatt 1945 és 1986 között nem játszhatták a színházak Magyarországon.
Több, mint negyvenéves kihagyás után a Nemzeti színpadára a darab 1986. március 20-án érkezett meg Sík Ferenc rendezésében és Vas István fordításában.
A Vas-féle fordítást használta 1987-ben a kecskeméti színházban Hegyi Árpád Jutocsa, ugyanebben az évben a Pécsi Nemzeti Színház Kamaraszínházában Szőke István, illetve 1997-ben a szolnoki Szigligeti Színházban Schwajda György.
Egy évvel később, 1998-ban az Alföldi Róbert által rendezett darabhoz Szabó Stein Imre készített fordítást a Budapesti Kamaraszínház számára. A 2000-es években a színházak visszatértek Vas István fordításához, 2001-ben a Miskolci Nemzeti Színház, 2008-ban pedig a Vidám Színpad adta elő Vas fordításában  darabot a Festetics-kastély parkjában. Ugyanezen évben az egri Gárdonyi Géza Színház Zsótér Sándor, a budapesti Centrál Színház Puskás Tamás rendezésével tűzte műsorra A velencei kalmárt. 2013-ban a Nemzeti Színház színpadán ismét bemutatása került a darab, amely nagyon jó kritikákat kapott. A következő bemutató 2016. március 9-én volt a Pesti Színházban (rendező: Valló Péter), melyre Nádasdy Ádám készített új fordítást.
2019-ben a Miskolci Nemzeti Színház mutatta be a darabot, Mohácsi János átiratában és rendezésében, Görög László (Shylock) és Simon Zoltán (Antonio) főszereplésével.

## A velencei kalmár filmes adaptációi

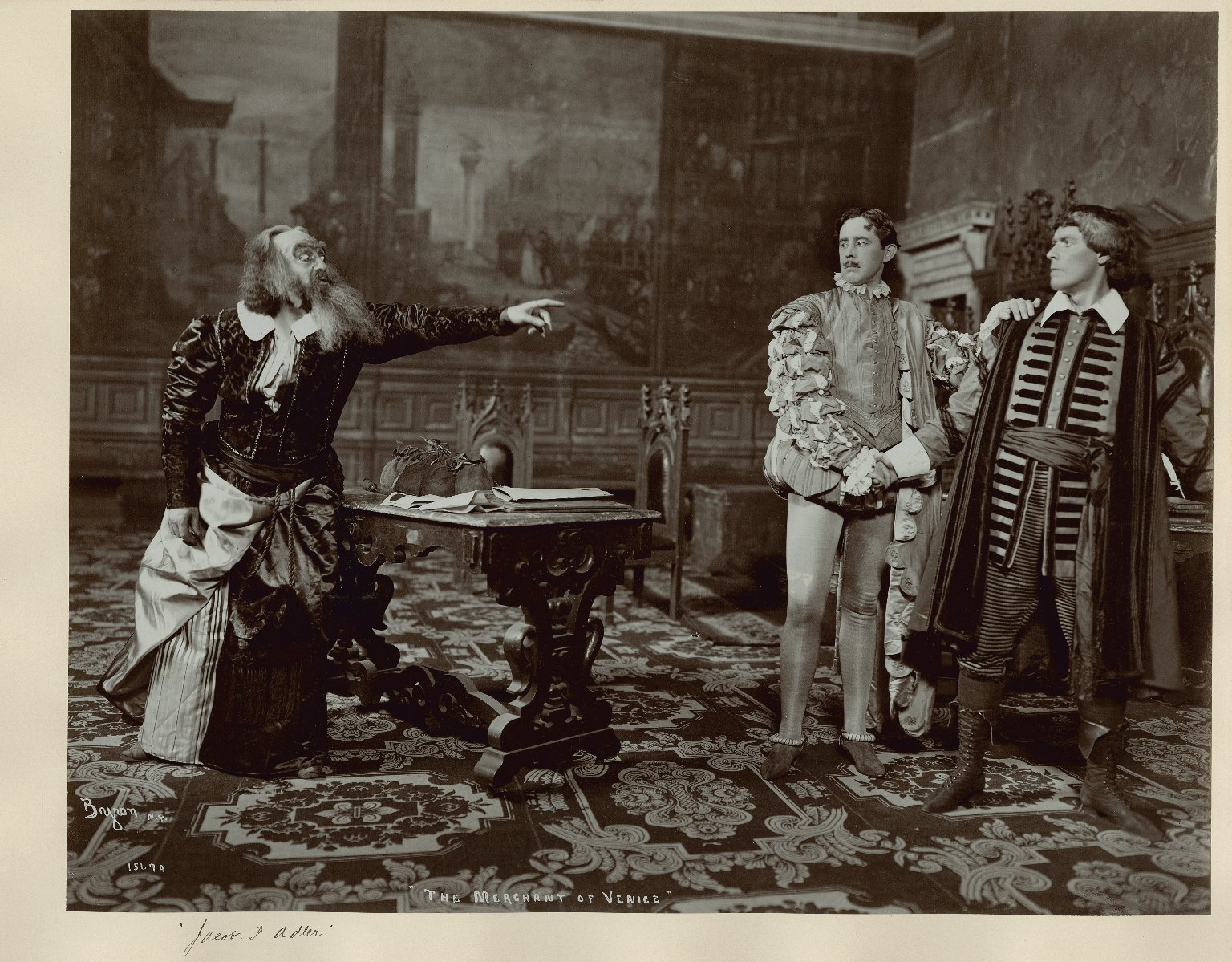
Jacob Adler Shylock szerepében egy 19. századi előadásban

A velencei kalmár legelső némafilmes megjelenésére 1909-ben, Amerikában került sor, majd egy évvel később Olaszországban, majd 1913-ban Franciaországban is elkészültek a némafilmes változatok. A legelső angol adaptációig azonban 1916-ig várni kellett, ezt Walter West rendezte a Broadwest Film Company számára. Pár évvel később, 1922-ben illetve 1927-ben is filmre került a mű Challis N. Sanderson, illetve Widgey R. Newman rendezésében. A Newman-féle változat érdekessége, hogy ez volt a legelső, már hangot is tartalmazó Shakespeare adaptáció.
Pár éves kihagyás után Cedric Messina vitte képernyőre 1972-ben a művet a BBC-féle Play of the Month program számára. Ebben Portiát Maggie Smith, Shylockot Frank Finlay, Antoniót Charles Gray, és Bassaniot Christopher Gable alakította.
A színházi előadást is rendező Jonathan Miller képernyős adaptációját 1980. december 17-én sugározta a BBC Television Shakespeare sorozata. A 157 perces film egy teljesen minimalista stílusú Velencébe építette az amúgy élénk, mozgalmas előadást. Ebben a filmben Warren Mitchell Shylockot, Gemma Jones Portiát, John Nettles Bassaniót, és John Franklyn-Robbins Antoniót játszotta.
1996-ban és 2001-ben ismét képernyőre került A Velencei kalmár, az előbbi Alan Horrox rendezésében. Ezt a változatot 1996. december 15-én sugározta öt részletben a Channel Four nevű tévéadó a Middle English című saját ismeretterjesztő műsora számára. A 2001-es adaptáció a Trevor Nunn-féle Nemzeti Színházas előadást vette alapul, ami a darabot az 1930-as évek antiszemita világába helyezte. Ebben Shylockot Henry Goodman alakította, akit Shylock megformálásáért a London Critics Circle Theatre Award legjobb színésznek járó díjáért is jelöltek. Portiát Derbhle Crotty, Antoniót pedig David Bamber játszotta.
Az igazi filmes áttörés azonban csak 2004-ben történt meg a majdnem 90 éve az első egész estés, angol nyelvű, mozikban is sugározott Velencei kalmárral, ami talán a legdrágább Shakespeare adaptáció is a maga 23 millió dolláros költségvetésével. A filmet Michael Radford rendezte olyan Oscar-díjas színészekkel mint Al Pacino (Shylock), illetve Jeremy Irons (Antonio). Portiát Lynn Collins, Bassaniót pedig Joseph Fiennes alakította. 

### A velencei kalmár magyar fordításai
A velencei kalmár magyar fordításban legelőször 1853-ban jelent meg Kecskeméten nyomtatásban. A fordítást Ács Zsigmond készítette. Az Ács-féle fordítást maga Arany János is aprólékosnak és precíznek ítélte, és a Kisfaludy Társaság Shakespeare Bizottságának kiadásra ajánlotta. A Nemzeti Színházban azonban már előbb színre került, 1858-ig Lukács Lajos „szabad” fordításában, melyet 1865-ig Tóth Józsefé, 1877-től pedig Ács Zsigmondé váltott fel. A nagy sikerű Ács fordítás után több, kisebb sikerű kísérlet is folyt A velencei kalmár fordítására Zigány Árpád, Radó Antal, Rákosi Jenő illetve Hevesi Sándor által.
Szabó Lőrinc 1941-ben fordította le a mű egy részletét az Örök Barátaink nevű gyűjteménye számára. Elmondható, hogy ez a fordításrészlet sokkal líraibb, mint az előző Velencei kalmár-fordítások.
1948-ban Vas István készítette el a mű fordítását, amely  a mai napig nagy népszerűségnek örvend, mivel a Vas-féle változatot használja a legtöbb színház az előadásai során.
1998-ban Szabó Stein Imre készített egy új fordítást az Alföldi Róbert-féle előadás számára, mely egyben Stein első nagyobb fordítása is volt. 
A legújabb fordítás Nádasdy Ádámé, aki A velencei kalmárt a Vígszínház 2016-os bemutatására készítettte el.

### Honlapok
- ↑ EL: Rebecca Brown: Royal Shakespeare Company: The Merchant of Venice. (Hozzáférés: 2015. november 14.)
- ↑ FIL: Michael Brooke: The Merchant of Venice On Screen. (Hozzáférés: 2015. november 14.)
- ↑ FOR: Turi Tímea: Időfordítás. (Hozzáférés: 2015. november 14.)
- ↑ NÁD: Ölbei Lívia: Nádasdy Ádám fordításról, nyers húsról és fügefalevélről a szombathelyi Makrancos-premier után. [2015. szeptember 29-i dátummal az eredetiből archiválva]. (Hozzáférés: 2015. november 14.)